# ككبوكس
ككبوكس هو موقع ويب من نوع مستقبل وسائط للبث ‏ أنشئ في 1 أكتوبر 2004، يقع مقره الرئيسي في تايوان، وهو متوفر بعدة لغات.

## وصلات خارجية
- الموقع الرسمي